# Tęsknica (album)
Tęsknica – drugi album zespołu Cytrus, wydany w 2007 roku nakładem Metal Mind Productions. Album został wydany 22 lata po rozpadzie zespołu.

## Lista utworów
1. „Żegnaj świecie” – 3:03
2. „Patryk (Narodziny Patryka)” – 3:41
3. „Terroryści” – 3:39
4. „Dokąd” – 4:01
5. „Skrzydła snu” – 6:14
6. „W cieniu życia” – 4:05
7. „Automat strzelający łzami” – 4:31
8. „Kangur czy Casanova” – 2:38
9. „Raj utracony” – 5:14
10. „Układy” – 5:24
11. „Popiół i diament” – 4:19
12. „Syriusz - Jowisz” – 4:20
13. „Złoto” – 4:03
14. „Dziewczyna z kosmosu” – 3:51
15. „Tęsknica nocna - live Rockowisko `81” – 4:53
16. „Kurza twarz - live Rockowisko `81” – 4:09
17. „Mayones to jest to - live Kart Rock `82” – 3:47
18. „Nie wiem - live Kart Rock `82” – 7:11

## Muzycy
- Kazimierz Barlasz – śpiew (4, 7–11, 16, 18)
- Zbigniew Gura (Maroszczyk) – gitara basowa (7–8, 12–14)
- Andrzej Kalski – perkusja (1–4)
- Andrzej Kaźmierczak – gitara
- Waldemar Kobielak – gitara basowa (1–6, 9–11, 15–18)
- Zbigniew Kraszewski – perkusja (5–8, 15–18)
- Leszek Ligęza – perkusja (9–14)
- Józef Masiak – śpiew (12–14)
- Marian Narkowicz – flet, gitara, instrumenty klawiszowe, skrzypce